# Петровский монастырь (Можайск)
Можайский Петровский монастырь — исчезнувший монастырь, существовавший в XVI-XVIII веках городе Можайске
Входил в городское кольцо из десяти монастырей, защищавший со всех сторон Можайский кремль. Был одним из 17 можайских монастырей XVI века, из которых до нашего времени сохранился лишь Лужецкий.
В XVI веке имел размеры 130 на 84 сажень, рядом находилась Петровская слобода с Петровской же улицей и речка Петровка. На монастыре - келья игумени и 16 келий стариц. Внутри монастыря был деревянный шатровый собор святого Петра Митрополита Московского и теплая деревянная клетская Покровская церковь.
В можайских актах в 1678 году упоминается "Петровский девичий монастырь, что в Можайске на посаде". Известно, что в этом же году игуменом монастыря был "игумен Анисий с сестрами". В 1695 году упоминается игуменья Евфимия. Последний раз монастырь упоминается в 1763 году.
На т.н. плане Власьева (калька из рукописи Атласа Московской губернии 1800 года) на месте монастыря указана церковь Успения деревянная, а на противоположном берегу речки Петровки обозначена территория с церковью Петра. Скорей всего Власьев перепутал местами Успенско-Богородицкий и Петровский монастыри, так как церковь Успения числилась приходской и находилась на территории бывшего Успенского монастыря. Значит в 1800 году Петровский монастырь ещё существовал.
Вероятно был сожжен в ходе Наполеоновского разорения 1812 года.
В 1852 году на месте монастыря уже существовало кладбище.
Сейчас на месте монастыря существует Петровское городское кладбище, что напротив Никольского собора.